# کیکه اچارری
کیکه اچارری (انگلیسی: Kike Echávarri؛ زادهٔ ۱۴ مهٔ ۱۹۹۴) بازیکن فوتبال اهل اسپانیا است.
از باشگاه‌هایی که در آن بازی کرده‌است می‌توان به باشگاه فوتبال اکسترمادورا اشاره کرد.